# Doraniti
I Doraniti (in greco Δωρανίτες?) furono una famiglia aristocratica dell'Impero di Trebisonda. L'attività della famiglia Doraniti era stata strettamente legata alle lotte interne all'Impero di Trebisonda, scoppiate durante il regno di Irene Paleologa (1340-1341) e che continuarono a tormentare e dividere l'impero fino ai primi anni del regno di Alessio III Comneno (1349-1390). Le loro relazioni con il trono imperiale furono ripristinate nel terzo quarto del XIV secolo.